# Рисе (Мінський повіт)
Рисе (пол. Rysie) — село в Польщі, у гміні Дембе-Вельке Мінського повіту Мазовецького воєводства.
Населення — 121 особа (2011).
У 1975-1998 роках село належало до Седлецького воєводства.

## Демографія
Демографічна структура станом на 31 березня 2011 року:
|          | Загалом | Допрацездатний вік | Працездатний вік | Постпрацездатний вік |
| -------- | ------- | ------------------ | ---------------- | -------------------- |
| Чоловіки | 66      | 12                 | 46               | 8                    |
| Жінки    | 55      | 4                  | 29               | 22                   |
| Разом    | 121     | 16                 | 75               | 30                   |